# Al-Muntanyisi
Abü Muhammad Muhriz B. Umayya, (1086-1174) conocido como Al-Muntanyisí, (El Montanchego).

## Biografía
Nació el martes 22 de septiembre de 1086 en Mont anges (actualmente Montánchez), perteneciente entonces al reino de Badajoz, que formaba parte de la línea fronteriza. Según cuenta Ibn al-Abbar, vivió el final del periodo de las taifas, toda la época almorávide y alcanzó a conocer también la época almohade.
Residió en Sevilla, donde se trasladó en fecha desconocida. Fue alfaquí, jurisconsulto, hafiz, hombre de letras y secretario, con fama de buen contertulio.
Estudió con su padre, Ahmad, que también fue conocido como al-Muntanyisí (El Montanchego). Otros maestros suyos fuèron: Abü l-Qasim Ibn al-Najjas, con el que aprendió lecturas coránicas. Abu bark Ibn al-Qabturnuh, con quien estudio lengua árabe y bellas artes. Abu Abd Allah al-Jawlami, quien le dio la licencia docente. De él han transmitido noticias: Abu Bark Ibn Jayr y Abü Zakariya' Ibn Marzüq.
Consta que compuso poemas, entre ellos una elegía a Zawyat bint al-Hadrarmi (quizá hermana del visir de al-Mutawakkil, Abü l-Walid Ibn al-Hadrami), de la que Ibn al-Abbar recoge tres versos.
En prosa debió componer epístolas oficiales en su calidad de secretario, pero no se ha conservado ninguna.
Murió con 90 años el martes 8 de enero de 1174.